# Richárd Vernes
Richárd Vernes (Budapest, 24 febbraio 1992) è un calciatore ungherese, attaccante svincolato.

## Caratteristiche tecniche
Nato come ala destra sa adattarsi anche nelle posizioni di ala sinistra e trequartista, è molto abile nel saper tirare le punizioni.

## Carriera

### Club
Cresce calcisticamente nel Ferencváros squadra dell'omonimo quartiere di Budapest, nel 2007 passa ai rivali della Honvéd dove fa tutta la trafila fino ad esordire all'età di diciassette anni in una partita ufficiale valida per la Coppa di Lega. In questo periodo è titolare inamovibile nella squadra di b dove in due stagioni mette a segno sette reti in 34 partite alternandosi spesso in prima squadra, date le buoni prestazioni dalla stagione 2012-2013 viene promosso in prima squadra dove nell'arco di due stagioni raccoglie 41 presenze condite da nove reti, prima di passare nella stagione 2014-2015 in prestito agli australiani del Central Coast Mariners dove a causa dello scarso minutaggio riesce a mettere a segno una sola rete in occasione del pareggio avvenuto per 1-1 contro il Newcastle Jets in otto presenze. La stagione seguente ritorna per fine prestito alla base dove segna tre reti in 29 occasioni, per la stagione successiva inizia il campionato con la casacca del club di Kispest prima di passare il 31 agosto 2016 in prestito al Paks militante sempre nella massima serie magiara esordendo all'undicesima giornata nello 0-0 contro l'MTK Budapest. Termina la stagione con 22 presenze ed un solo gol messo a segno deludendo le aspettative, per il campionato 2017-18 scende di categoria firmando con lo Zalaegerszeg giocando un'ottima stagione riuscendo ad andare in doppia cifra segnando 14 reti in 38 incontri. Le ottime prestazioni convincono il Diosgyor a riportarlo nella massima serie riuscendo a segnare il primo gol già nella seconda giornata di campionato nel 2-2 contro il Puskás Akadémia chiudendo il campoionato con 29 presenze e 7 reti di cui una tripletta alla sua ex squadra, l'Honvéd. Nella stagione successiva si alterna tra la massima serie israelita giocata con la maglia dell'Hapoel Kfar Saba senza brillare e il ritorno in patria con il Vasas in seconda divisione. Dopo una stagione e mezza nell'estate 2021 si trasferisce in prestito al Gyor.  A fine stagione dopo 19 presenze e 3 reti, non viene riscattato, tornando al Vasas, ma rescindendo il contratto rimanendo quindi svincolato. Dopo un periodo senza squadra, trova un accordo con il BVSC Budapest storica squadra della capitale da poco rinata, e contribuendo con 15 presenze e 3 reti a fine stagione a 31 anni vince il suo primo trofeo in carriera, vincendo il campionato di NBIII e venendo promosso in NBII ovvero la seconda serie magiara. A febbraio della stagione, seguente torna a distanza di otto anni all'Honvéd, venendo tesserato con la quadra riserve militanti in terza serie. La stagione seguente torna nel giro della prima squadra, contiuandosi ad alternare con la squadra riserve. Al termine dell'annata in cui viene scarsamente impiegati rimane svincolato.

### Nazionale
Inizia la trafila con la Nazionale ungherese nel 2009 dove fino al 2010 ha fatto parte dell'Under-18 disputando due partite senza mai segnare, nel 2011 gioca una partita con l'Under-19 prima di passare con l'Under-20 giocando due partite e segnando una rete, restandoci fino al 2012 anno del suo passaggio all'Under-21.

## Statistiche

### Presenze e reti nei club
Statistiche aggiornate al 31 luglio 2024.
| Stagione             | Squadra                | Campionato           | Campionato | Campionato | Coppe nazionali | Coppe nazionali | Coppe nazionali | Coppe continentali | Coppe continentali | Coppe continentali | Altre coppe | Altre coppe | Altre coppe | Totale | Totale |
| Stagione             | Squadra                | Comp                 | Pres       | Reti       | Comp            | Pres            | Reti            | Comp               | Pres               | Reti               | Comp        | Pres        | Reti        | Pres   | Reti   |
| -------------------- | ---------------------- | -------------------- | ---------- | ---------- | --------------- | --------------- | --------------- | ------------------ | ------------------ | ------------------ | ----------- | ----------- | ----------- | ------ | ------ |
| 2009-2010            | Honvéd II              | NBII                 | 1          | 0          | MK              | -               | -               | -                  | -                  | -                  | -           | -           | -           | 1      | 0      |
| 2010-2011            | Honvéd II              | NBII                 | 17         | 2          | MK              | 2               | 0               | -                  | -                  | -                  | -           | -           | -           | 19     | 2      |
| 2011-2012            | Honvéd II              | NBII                 | 17         | 4          | MK              | 1               | 0               | -                  | -                  | -                  | -           | -           | -           | 18     | 4      |
| 2012-2013            | Honvéd II              | NBII                 | 1          | 0          | MK              | -               | -               | -                  | -                  | -                  | -           | -           | -           | 1      | 0      |
| 2013-2014            | Honvéd II              | NBIII                | 11         | 4          | -               | -               | -               | -                  | -                  | -                  | -           | -           | -           | 11     | 4      |
| 2009-2010            | Honvéd                 | NBI                  | 0          | 0          | MK+MLK          | -+1             | -+0             | UEL                | -                  | -                  | MS          | -           | -           | 1      | 0      |
| 2010-2011            | Honvéd                 | NBI                  | 1          | 0          | MK+MLK          | 3+1             | 2+0             | -                  | -                  | -                  | -           | -           | -           | 5      | 2      |
| 2011-2012            | Honvéd                 | NBI                  | 4          | 0          | MK+MLK          | 1+2             | 0+1             | -                  | -                  | -                  | -           | -           | -           | 7      | 1      |
| 2012-2013            | Honvéd                 | NBI                  | 22         | 5          | MK+MLK          | 5+6             | 4+3             | UEL                | 4                  | 2                  | -           | -           | -           | 35     | 14     |
| 2013-2014            | Honvéd                 | NBI                  | 19         | 4          | MK+MLK          | 3+1             | 1+1             | UEL                | 1                  | 0                  | -           | -           | -           | 24     | 6      |
| 2014-2015            | Central Coast Mariners | AL                   | 8          | 1          | FFACup          | 1               | 0               | AFC                | 0                  | 0                  | -           | -           | -           | 9      | 1      |
| 2015-2016            | Honvéd II              | NBIII                | 6          | 4          | -               | -               | -               | -                  | -                  | -                  | -           | -           | -           | 6      | 4      |
| 2015-2016            | Honvéd                 | NBI                  | 29         | 3          | MK              | 5               | 0               | -                  | -                  | -                  | -           | -           | -           | 34     | 3      |
| lug.-ago. 2016       | Honvéd                 | NBI                  | 6          | 0          | MK              | -               | -               | -                  | -                  | -                  | -           | -           | -           | 6      | 0      |
| ago.-ott. 2016       | Paks II                | NBIII                | 4          | 2          | -               | -               | -               | -                  | -                  | -                  | -           | -           | -           | 4      | 2      |
| ago. 2016-2017       | Paks                   | NBI                  | 22         | 1          | MK              | 1               | 0               | -                  | -                  | -                  | -           | -           | -           | 23     | 1      |
| 2017-2018            | Zalaegerszeg           | NBII                 | 33         | 14         | MK              | 5               | 2               | -                  | -                  | -                  | -           | -           | -           | 38     | 16     |
| 2018-2019            | Diósgyőr               | NBI                  | 28         | 7          | MK              | 2               | 2               | -                  | -                  | -                  | -           | -           | -           | 30     | 9      |
| 2019-gen. 2020       | Hapoel Kfar Saba       | A                    | 4          | 0          | CI+CT           | 0+1             | 0+0             |                    | -                  | -                  |             | -           | -           | 5      | 0      |
| gen.-giu. 2020       | Vasas                  | NBII                 | 4          | 2          | MK              | -               | -               | -                  | -                  | -                  | -           | -           | -           | 4      | 2      |
| 2020-2021            | Vasas                  | NBII                 | 25         | 4          | MK              | 1               | 1               | -                  | -                  | -                  | -           | -           | -           | 26     | 5      |
| Totale Vasas         | Totale Vasas           | Totale Vasas         | 29         | 6          |                 | 1               | 1               |                    | -                  | -                  |             | -           | -           | 30     | 7      |
| 2021-2022            | Győri ETO              | NBII                 | 19         | 3          | MK              | 3               | 1               | -                  | -                  | -                  | -           | -           | -           | 22     | 4      |
| feb.-giu. 2023       | BVSC Budapest          | NBIII                | 15         | 3          | MK              | -               | -               | -                  | -                  | -                  | -           | -           | -           | 15     | 3      |
| 2023-2024            | BVSC Budapest          | NBII                 | 11         | 1          | MK              | 0               | 0               | -                  | -                  | -                  | -           | -           | -           | 4      | 1      |
| Totale BVSC Budapest | Totale BVSC Budapest   | Totale BVSC Budapest | 26         | 4          |                 | 0               | 0               |                    | -                  | -                  |             | -           | -           | 26     | 4      |
| feb.-giu. 2024       | Honvéd II              | NBIII                | 3          | 2          | -               | -               | -               | -                  | -                  | -                  | -           | -           | -           | 3      | 2      |
| 2024-2025            | Honvéd II              | NBIII                | 3          | 1          | -               | -               | -               | -                  | -                  | -                  | -           | -           | -           | 3      | 1      |
| Totale Honvéd II     | Totale Honvéd II       | Totale Honvéd II     | 59         | 17         |                 | 3               | 0               |                    | -                  | -                  |             | -           | -           | 62     | 17     |
| 2024-2025            | Honvéd                 | NBII                 | 7          | 0          | MK              | 0               | 0               | -                  | -                  | -                  | -           | -           | -           | 7      | 0      |
| Totale Honvéd        | Totale Honvéd          | Totale Honvéd        | 88         | 12         |                 | 28              | 12              |                    | 5                  | 2                  |             | -           | -           | 121    | 26     |
| Totale carriera      | Totale carriera        | Totale carriera      | 299        | 63         |                 | 45              | 18              |                    | 5                  | 2                  |             | -           | -           | 349    | 83     |

## Palmarès

### Club

#### Competizioni nazionali
- Campionato ungherese di NBIII: 1

BVSC Budapest: 2022-2023